# Sentirti/Notti bianche
Sentirti/Notti bianche è il 25° 45 giri di Patty Pravo, pubblicato nel 1979 dalla casa discografica RCA.

## Il disco

### Sentirti
Sentirti è una canzone dell'allora esordiente Mango, primo brano da lui composto all'età di quindici anni.
Patty Pravo lo interpretò nel programma televisivo Stryx, in un'originale performance che la vedeva nelle vesti di sirena.
Il brano già incluso nell'album Miss Italia è qui presente in una versione differente ed attualmente (2010) inedita su supporto cd.

### Cover
Della stessa, l'autore Mango ne propose una cover, nell'album Arlecchino del 1979; mentre la cantante Mietta, nel 2003 ne ripropose una nuova versione riarrangiata, che incluse sia nell'album Per esempio... per amore che nel singolo Abbracciati e vivi.

### Notti bianche
Notti bianche è una cover dell'allora esordiente Bonnie Tyler del brano It's a Heartache, scritta da Ronnie Scott e Steve Wolf e tradotta in italiano da Franco Migliacci.
Il brano fu incluso nell'album Miss Italia.
Col brano, Patty Pravo partecipò al programma Ribalta Internazionale (Sanremo 1979).

## Tracce
45 Giri edizione italiana
Lato A
1. Sentirti - 4:38

Lato B
1. Notti bianche - 4:35